# Михаил Александров (плувец)
Вижте пояснителната страница за други личности с името Михаил Александров.
Михаил Пламенов Александров е български плувец участвал в олимпийските игри 2004 и национален рекордьор по няколко дисциплини. От 2009 г. се състезава за САЩ.

## Биография
Завършил е гимназия в Шампейн в щата Илинойс, а по-късно е студент по психология в Северозападния Университет в Еванстън, щата Илинойс, САЩ.
През 2007 г. печели два бронзови медала на европейското първенство по плуване на 25 метров басейн в Дебрецен, Унгария в дисциплините 100 и 200 метра бруст. В полуфиналната серия на 100 м. поставя национален рекорд 58,52 секунди. Постижението му на 200 м. 2:06,91 във финала също е национален рекорд.

## Резултати

### Бруст
50 м. басейн
- 50 м – 0:28,09 Монреал (Канада) 2007 г. Национален рекорд
- 100 м – 1:00,61 ОИ Пекин (Китай) 2008 г. Национален рекорд[1]
- 200 м – 2:11,94 ОИ Пекин (Китай) 2008 г. Национален рекорд[2]

25 м. басейн
- 50 м – 0:27,33 Шанхай (Китай) 2006 г. Национален рекорд [3]
- 100 м – 0:58,52 ЕП Дебрецен (Унгария) 2007 г. Национален рекорд [4]
- 200 м – 2:06,91 ЕП Дебрецен (Унгария) 2007 г. Национален рекорд [5]

### Съчетано плуване
50 м. басейн
- 200 м – 2:00.70 ОИ Пекин (Китай) 2008 г. Национален рекорд[6]
- 400 м – 4:23,24 СП Мелбърн (Австралия) 2007 г. Национален рекорд [7]

25 м. басейн
- 100 м – 0:54,53 Индианаполис (САЩ) 2004 г. Национален рекорд
- 200 м – 1:58.43 СП Манчестър (Великобритания) 2008 г. Национален рекорд [8]
- 400 м – 4:10,98 Триест (Италия) 2005 г. Национален рекорд